# 2С23
2С23 «Нона-СВК» — советское 120-мм батальонное самоходное орудие (самоходный миномёт). Разработано в конструкторском бюро Пермского машиностроительного завода имени Ленина под научным руководством климовского Центрального научно-исследовательского института точного машиностроения и горьковского Центрального научно-исследовательского института «Буревестник» на базе шасси плавающего колёсного бронетранспортёра БТР-80. САО 2С23 «Нона-СВК» предназначено для подавления живой силы, артиллерийских и миномётных батарей, ракетных установок, бронированных целей, огневых средств и пунктов управления. Способно вести прицельный огонь без предварительной подготовки с закрытых позиций и прямой наводкой. Возможна стрельба всеми видами 120-мм артиллерийских мин российского и зарубежного производства.

## История создания
В 1970-е годы на вооружение СССР поступили новые самоходные артиллерийские установки, благодаря которым было ликвидировано отставание советской артиллерии от артиллерии стран НАТО. В то же время проведённые исследования показали необходимость коренной модернизации советской системы ракетно-артиллерийского вооружения и к началу 1980-х годов были начаты работы по созданию самоходных артиллерийских установок следующего поколения: 2С17 — для батальонного звена, 2С18 — для полкового, 2С19 — для дивизионного. Все самоходные установки традиционно базировались на гусеничных шасси различной весовой категории, однако в то же время внимание Министерства обороны СССР было обращено на колёсные САУ. Использование таких самоходных артиллерийских установок на территории с хорошо развитой дорожной сетью давало существенные тактические преимущества перед гусеничными САУ (увеличивалась скорость перемещения и появлялась возможность быстрого ухода от ответного огня противника).
В период с 1983 по 1984 год под руководством Центрального научно-исследовательского института «Буревестник» (уже получившего опыт создания колёсных САУ в рамках выполнения работ по колёсной самоходной противотанковой пушке 2С14 «Жало-С») был выполнен ряд научно-исследовательских работ по результатам которых в 1985 году было начато проектирование самоходных гаубиц 2С21 «Мста-К» для дивизионного и 2С26 «Пат-К» для полкового звеньев. Для оценки возможности создания самоходного артиллерийского орудия батальонной артиллерии в 1981 году в ЦНИИ «Буревестник» была начата НИР «Отсек», получившая внутреннее обозначение НВ1-104-81. Исследования проводились в отделении № 2 под руководством Л. П. Дука. К 1983 году на базе бронетранспортёра БТР-70 была изготовлена и испытана экспериментальная самоходная артиллерийская установка. САУ представляла собой шасси бронетранспортёра БТР-70 на крыше которого размещалась башня с вооружением, заимствованная от самоходного артиллерийского орудия «Нона-С». Результаты испытаний показали принципиальную возможность создания 120-мм колёсного самоходного артиллерийского орудия батальонной артиллерии. Полученные проработки легли в основу ОКР под наименованием «Нона-СВК» (индекс ГРАУ — 2С23).
Головным разработчиком 2С23 был назначен Пермский машиностроительный завод имени В. И. Ленина. Шасси разрабатывалось в конструкторском бюро Горьковского автомобильного завода. По решению военно-промышленной комиссии от 1 сентября 1984 года были официально начаты работы над САО 2С23. В этом же году был изготовлен первый опытный образец, который был направлен сначала на заводские, а затем на полигонные испытания. 26 апреля 1991 года постановлением Совета министров СССР самоходное артиллерийское орудие 2С23 «Нона-СВК» было принято на вооружение Советской армии.

## Серийное производство
Серийное производство САУ 2С23 было развёрнуто в 1990 году (то есть до официального принятия на вооружение) на «Мотовилихинских заводах» и продолжается по настоящее время. В первый год серийного производства было изготовлено 30 единиц 2С23. По состоянию на 2012 год стоимость самоходной артиллерийской установки «Нона-СВК» для Министерства обороны Российской Федерации составляла 17 млн рублей (около 570 тыс. долларов США по тогдашнему курсу). САО 2С23 также активно предлагается на экспорт. По состоянию на начало 2000-х годов стоимость одной САУ 2С23 для иностранного заказчика составляла около 810 тыс. долларов.

## Описание конструкции

### Броневой корпус и башня

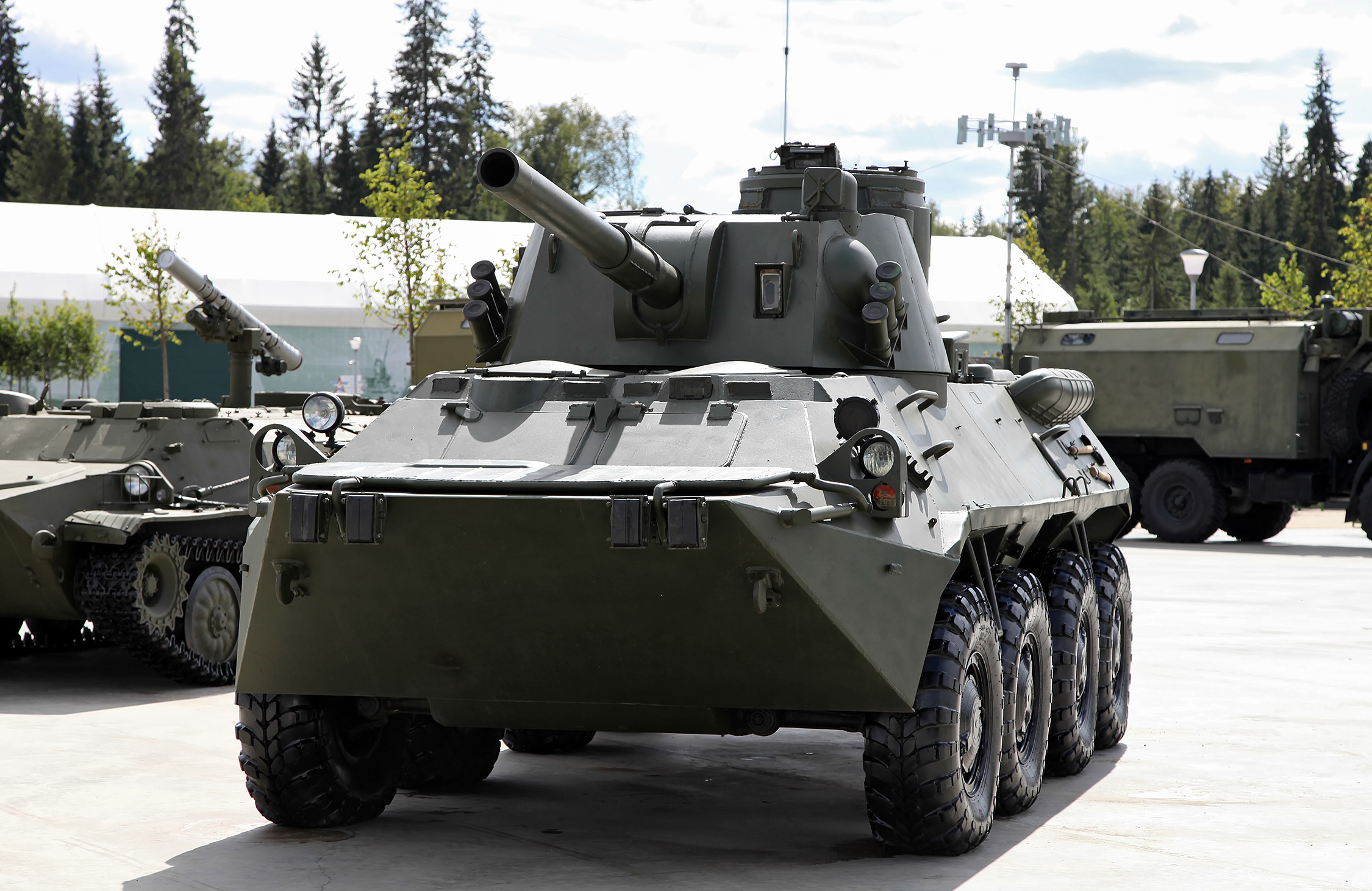
2С23 в парке «Патриот».

Шасси САО 2С23 сохранило геометрию и компоновочные решения бронетранспортёра БТР-80. Корпус выполнен из сварных листов броневой стали и обеспечивает защиту от пуль калибра 7,62 мм и осколков артиллерийских боеприпасов. Лобовой лист корпуса выдерживает попадание 12,7-мм пуль. В передней части корпуса расположено отделение управления с рабочим местом механика-водителя. Справа от механика-водителя установлено место командира САО во время совершения марша. В средней части корпуса расположено боевое отделение, на крыше корпуса установлен поворотный погон со вращающейся башней. В боевом отделении размещены укладки со снарядами. В задней части корпуса находится моторно-трансмиссионное отделение с силовой установкой. Башня 2С23 сварная, слева от орудия установлено рабочее место наводчика с прицельными приспособлениями. За наводчиком расположено рабочее место командира САО с поворотной башенкой. Справа от орудия находится рабочее место заряжающего САО.

### Вооружение
Основным вооружением САО 2С23 является 120-мм нарезная пушка-гаубица-миномёт 2А60, представляющая собой модифицированную версию орудия 2А51, устанавливаемого в самоходную артиллерийскую установку 2С9 «Нона-С». Ствол 2А60 состоит из трубы и казённика. Длина трубы составляет 24,2 калибра. На внутренней части ствола выполнено 40 нарезов постоянной крутизны. Затвор орудия копирного типа с пластическим обтюратором, совмещающий в себе функции досылателя. После досылки снаряда в канал ствола, обтюратор запирается вертикальным клином, установленном в казённике орудия, благодаря чему исключается прорыв пороховых газов при выстреле в боевое отделение САО. Для удаления пороховых газов, предотвращения задымления боевого отделения и удаления несгоревших остатков порохового заряда в канал ствола подаётся сжатый воздух. Противооткатные устройства состоят из гидравлического тормоза отката и пневматического накатника.
Дополнительно самоходное орудие 2С23 оборудовано 7,62-мм пулемётом ПКТ. Пулемёт установлен на вращающейся башенке командира САУ. Для личного оружия расчёта предусмотрены четыре крепления под автоматы АКС-74У, а также крепление для сигнального пистолета. Для борьбы с воздушными целями в корпусе САУ 2С23 размещены два ПЗРК 9К38 «Игла-1». В возимый боекомплект дополнительного вооружения входят: 500 патронов для пулемёта, 15 ручных гранат Ф-1 и 20 ракет к сигнальному пистолету.

### Применяемые боеприпасы
Боекомплект орудия 2А60 полностью унифицирован с боекомплектом буксируемого орудия 2Б16 «Нона-К» и гусеничной САУ 2С9 «Нона-С». В основной боекомплект входят осколочно-фугасные снаряды 3ОФ49. Снаряды 3ОФ49 имеют стальной корпус и снаряжаются 4,9 кг взрывчатого вещества марки А-IX-2. При установке контактного взрывателя на осколочное действие во время разрыва снаряд 3ОФ49 образует около 3500 убойных осколков массой от 0,5 до 15 г, обладающих начальной скоростью около 1800 м/с. Приведённая площадь поражения открыто расположенной живой силы в положении «стоя» составляет 2200 м², бронепробиваемость гомогенной стальной брони составляет 12 мм на расстоянии от 7 до 10 м от эпицентра разрыва снаряда. При использовании радиовзрывателя АР-5 эффективность поражения открыто расположенной живой силы увеличивается от 2 до 3 раз. При установке контактного взрывателя на фугасное действие снаряд 3ОФ49 способен образовывать воронки до 2 м глубиной и до 5 м в диаметре. Для стрельбы на расстояния до 12,8 км в боекомплект САО 2С23 входят активно-реактивные снаряды 3ОФ50. Для семейства орудий типа «Нона» разработаны корректируемые снаряды «Китолов-2», имеющие возможность поражения бронетанковой техники в местах сосредоточения пусковых установок, долговременных оборонительных сооружений, мостов и переправ с вероятностью от 80 до 90 %. Для борьбы с бронетехникой противника в боекомплект входят кумулятивные невращающиеся снаряды 3БК19, пробивающие до 600 мм гомогенной броневой стали. Кроме штатных снарядов, САО 2С23 может использовать все типы мин для гладкоствольных и нарезных миномётов, в том числе осветительные, дымовые и зажигательные. При использовании активно-реактивного снаряда APCM для французского нарезного миномёта RT-61 дальность стрельбы САО 2С23 может быть увеличена до 17 км.
| Характеристики основных применяемых боеприпасов САО 2С23 |                                           |                    |              |                           |                        |                                 |                                     |
| Индекс снаряда                                           | Страна-разработчик                        | Масса выстрела, кг | Масса ВВ, кг | Площадь поражения ОЖС, м² | Бронепробиваемость, мм | Начальная скорость снаряда, м/с | Максимальная дальность стрельбы, км |
| Кумулятивные                                             |                                           |                    |              |                           |                        |                                 |                                     |
| 3БК19                                                    | Союз Советских Социалистических Республик | 13,1               |              | —                         | 600                    | 560                             | 1,0                                 |
| Осколочно-фугасные                                       |                                           |                    |              |                           |                        |                                 |                                     |
| Нарезные                                                 |                                           |                    |              |                           |                        |                                 |                                     |
| 3ОФ49                                                    | Союз Советских Социалистических Республик | 19,8               | 4,9          | 2200                      | 12                     | 367                             | 8,855                               |
| 3ОФ50 (активно-реактивный)                               | Союз Советских Социалистических Республик | 19,8               | 3,25         | 1800                      |                        | 367                             | 12,8                                |
| 3ОФ51                                                    | Союз Советских Социалистических Республик | 19,8               | 3,8          |                           |                        | 367                             | 8,855                               |
| PR-14                                                    | Франция                                   | 18,6               | более 4,0    | 1290                      |                        |                                 | 8,1                                 |
| PRAB                                                     | Франция                                   | 18,6               |              |                           | 8—15                   |                                 | 8,135                               |
| PRPA (активно-реактивный)                                | Франция                                   | 18,6               | 2,7          |                           |                        |                                 | 13,0                                |
| APCM (активно-реактивный)                                | Франция                                   | 24,45              |              |                           |                        |                                 | 17,0                                |
| MKE Mod 209                                              | Турция                                    | 23,9               |              |                           |                        | 365                             | 8,18                                |
| Гладкоствольные                                          |                                           |                    |              |                           |                        |                                 |                                     |
| 53-ОФ-843Б                                               | Союз Советских Социалистических Республик | 16                 | 1,4          | 1200                      |                        | 331                             | 7,154                               |
| 3ОФ5                                                     | Союз Советских Социалистических Республик | 15,6               | 1,25         |                           |                        |                                 |                                     |
| 3ОФ34                                                    | Союз Советских Социалистических Республик | 16,1               | 3,43         | 2250                      |                        |                                 | 7,247                               |
| 3ОФ36                                                    | Союз Советских Социалистических Республик | 16,1               | 3,16         | 1700                      |                        | 333                             | 7,0                                 |
| PEPA                                                     | Франция                                   | 19,8               | 2,0          |                           |                        | 240                             | 6,55                                |
| PEPA-LP                                                  | Франция                                   | 13,42              |              |                           |                        |                                 | 8,95                                |
| M44/66                                                   | Франция                                   | 13                 |              |                           |                        |                                 | 7,0                                 |
| Управляемые                                              |                                           |                    |              |                           |                        |                                 |                                     |
| Нарезные                                                 |                                           |                    |              |                           |                        |                                 |                                     |
| «Китолов-2»                                              | Россия                                    | 28                 | 5,5          |                           |                        |                                 | 12,0                                |
| Гладкоствольные                                          |                                           |                    |              |                           |                        |                                 |                                     |
| «Грань»                                                  | Россия                                    | 27                 | 5,1          |                           |                        |                                 | 9,0                                 |
| «Бета»                                                   | Россия                                    | 16                 | 5,0          |                           |                        |                                 | 7,0                                 |
| Кассетные с КОБЭ                                         |                                           |                    |              |                           |                        |                                 |                                     |
| Нарезные                                                 |                                           |                    |              |                           |                        |                                 |                                     |
| 3ВО32                                                    | Россия                                    | 23,3               |              | 2800                      | 100                    |                                 | 8,0                                 |
| ACED                                                     | Франция                                   | 15,8               |              |                           |                        |                                 | 7,5                                 |
| MKE Mod 258                                              | Турция                                    | 23                 | 16×0,044     |                           |                        | 365                             | 8,18                                |
| Гладкоствольные                                          |                                           |                    |              |                           |                        |                                 |                                     |
| MAT-120                                                  | Испания                                   | 17,8               | 21×0,05      | 2200                      | 150                    |                                 | 5,5                                 |
| Термобарические                                          |                                           |                    |              |                           |                        |                                 |                                     |
| 3ОФ74                                                    | Россия                                    | 19,5               | 6,62         |                           | —                      |                                 | 8,574                               |
| Зажигательные                                            |                                           |                    |              |                           |                        |                                 |                                     |
| 3-з-2                                                    | Союз Советских Социалистических Республик | 16,3               | 1,94         | 1700                      | —                      | 272                             | 5,685                               |
| Осветительные                                            |                                           |                    |              |                           |                        |                                 |                                     |
| Нарезные                                                 |                                           |                    |              |                           |                        |                                 |                                     |
| PRECLAIR                                                 | Франция                                   | 18,4               |              | —                         | —                      |                                 | 8,15                                |
| MKE Mod 236                                              | Турция                                    | 16                 |              | —                         | —                      | 365                             | 8,132                               |
| Гладкоствольные                                          |                                           |                    |              |                           |                        |                                 |                                     |
| 53-С-843                                                 | Союз Советских Социалистических Республик | 16,28              | 0,875        | —                         | —                      | 273                             | 5,3                                 |
| 3С9                                                      | Союз Советских Социалистических Республик | 16,28              | 1,28         | —                         | —                      | 273                             | 5,304                               |
| Дымовые                                                  |                                           |                    |              |                           |                        |                                 |                                     |
| Нарезные                                                 |                                           |                    |              |                           |                        |                                 |                                     |
| MKE Mod 226                                              | Турция                                    | 18                 |              | —                         | —                      | 365                             | 8,132                               |
| MKE Mod 250                                              | Турция                                    | 18                 |              | —                         | —                      | 365                             | 8,132                               |
| Гладкоствольные                                          |                                           |                    |              |                           |                        |                                 |                                     |
| 53-Д-843А                                                | Союз Советских Социалистических Республик | 16,44              | 1,6          | —                         | —                      |                                 | 5,7                                 |
| 3Д5                                                      | Союз Советских Социалистических Республик | 16,6               | 1,65         | —                         | —                      | 270                             | 5,759                               |
| 3Д14                                                     | Россия                                    | 16,1               |              | —                         | —                      |                                 | 6,8                                 |

Снаряды для САО 2С23 «Нона-СВК»
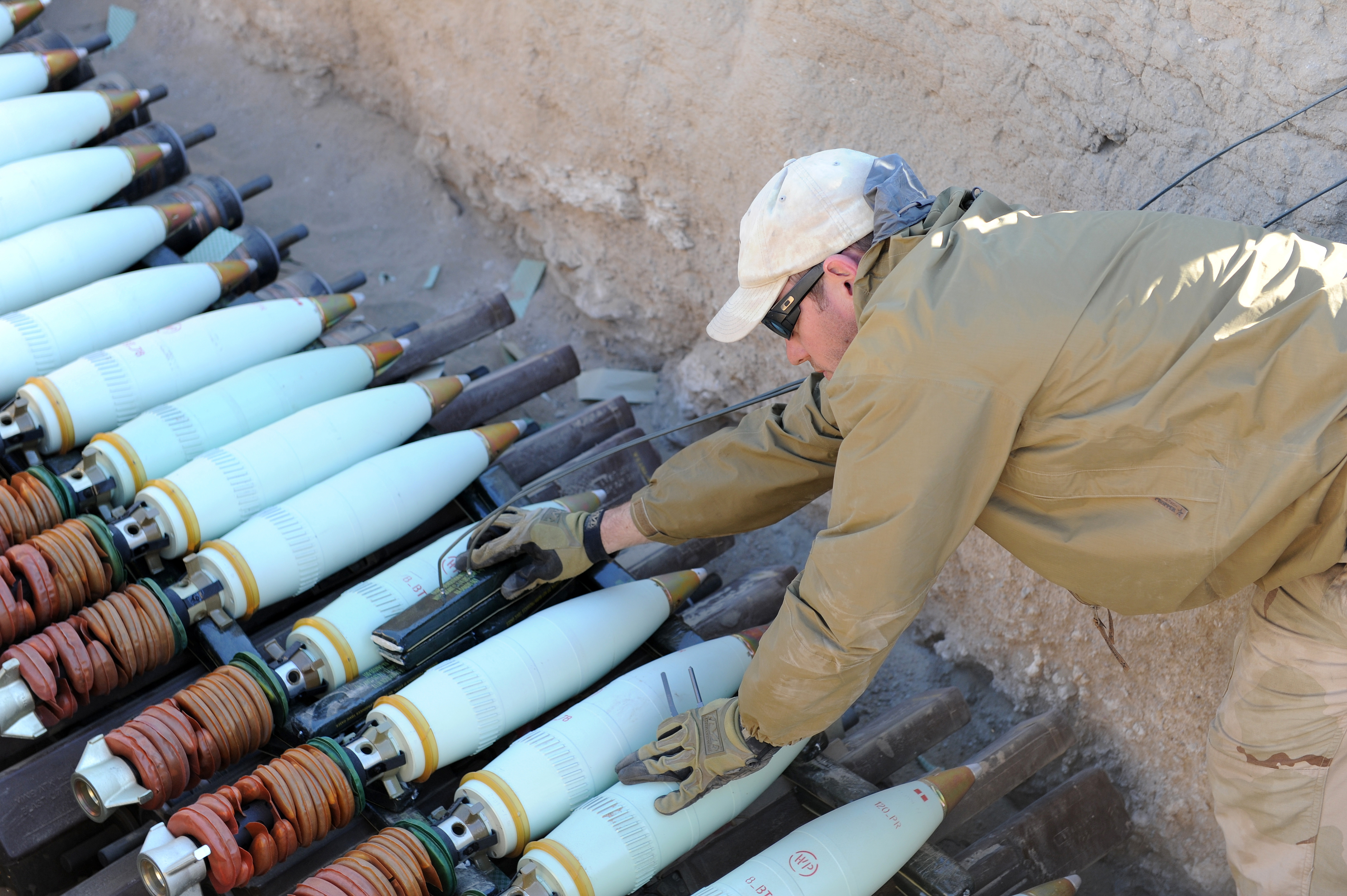
Выстрелы для французского нарезного миномёта RT-61
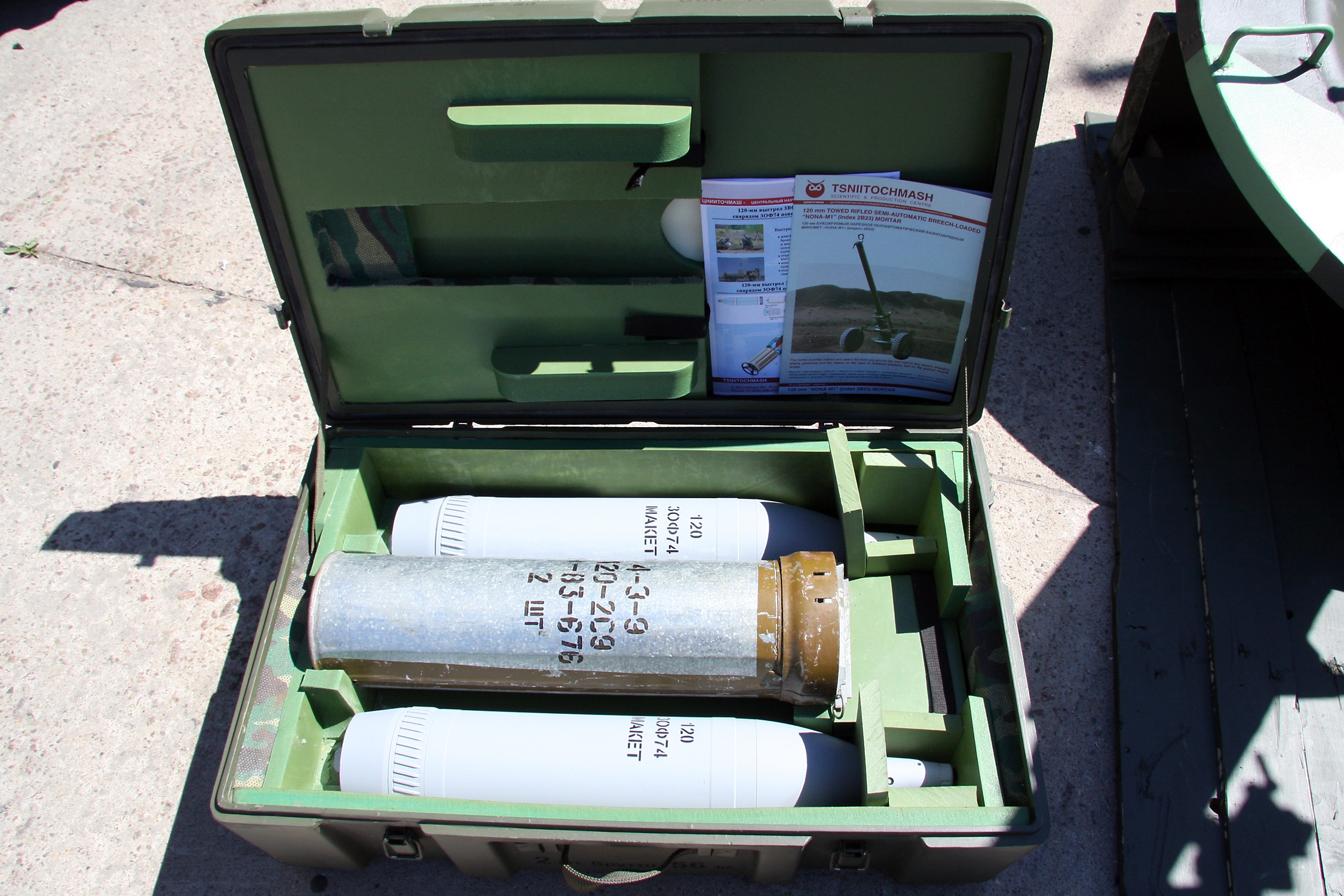
Два термобарических снаряда 3ОФ74 и футляр с двумя зарядами 4-з-9 в ящике.
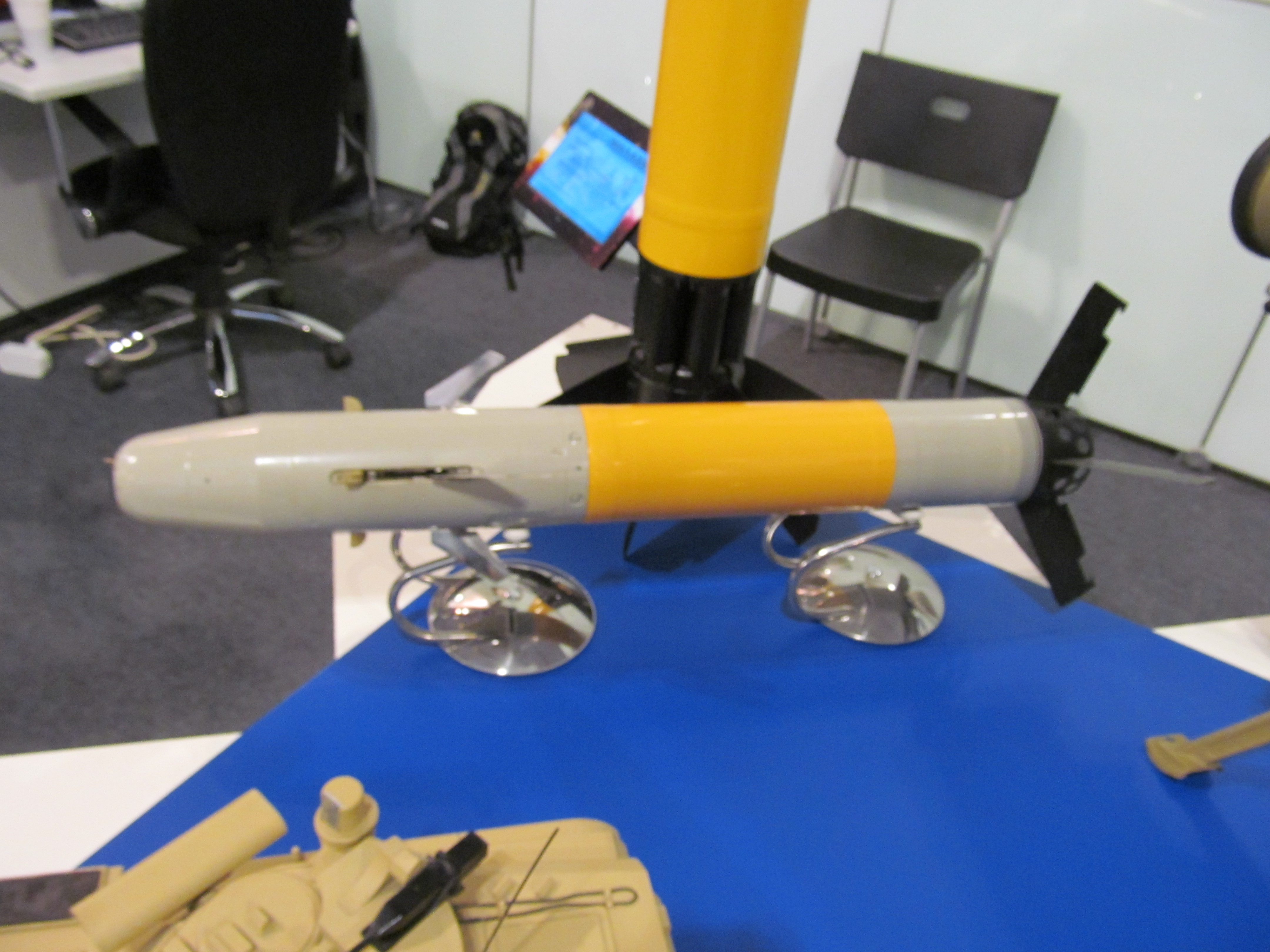
УАС «Грань»
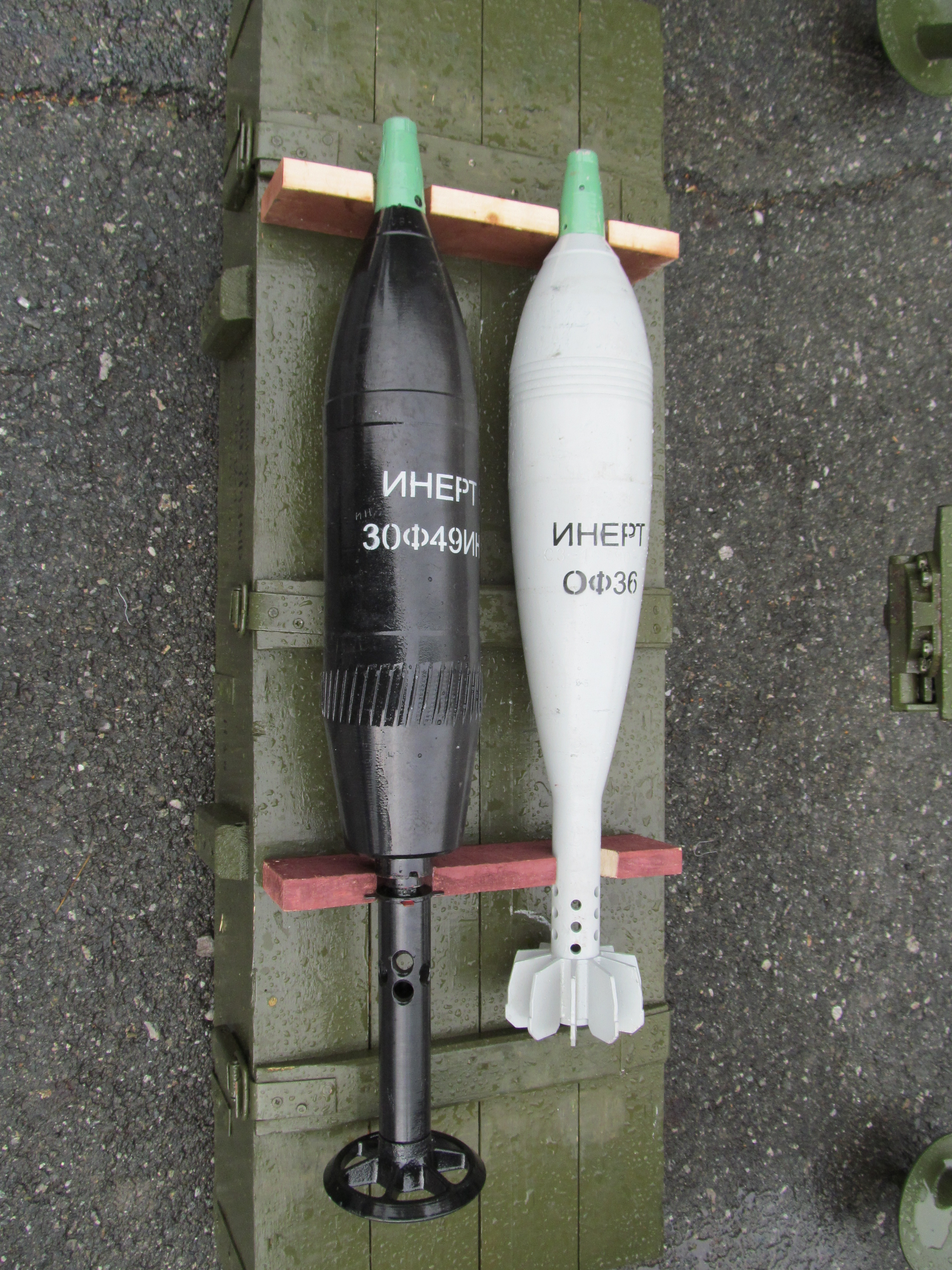
ОФС 3ОФ49 (слева) и ОФМ 3ОФ36 (справа)
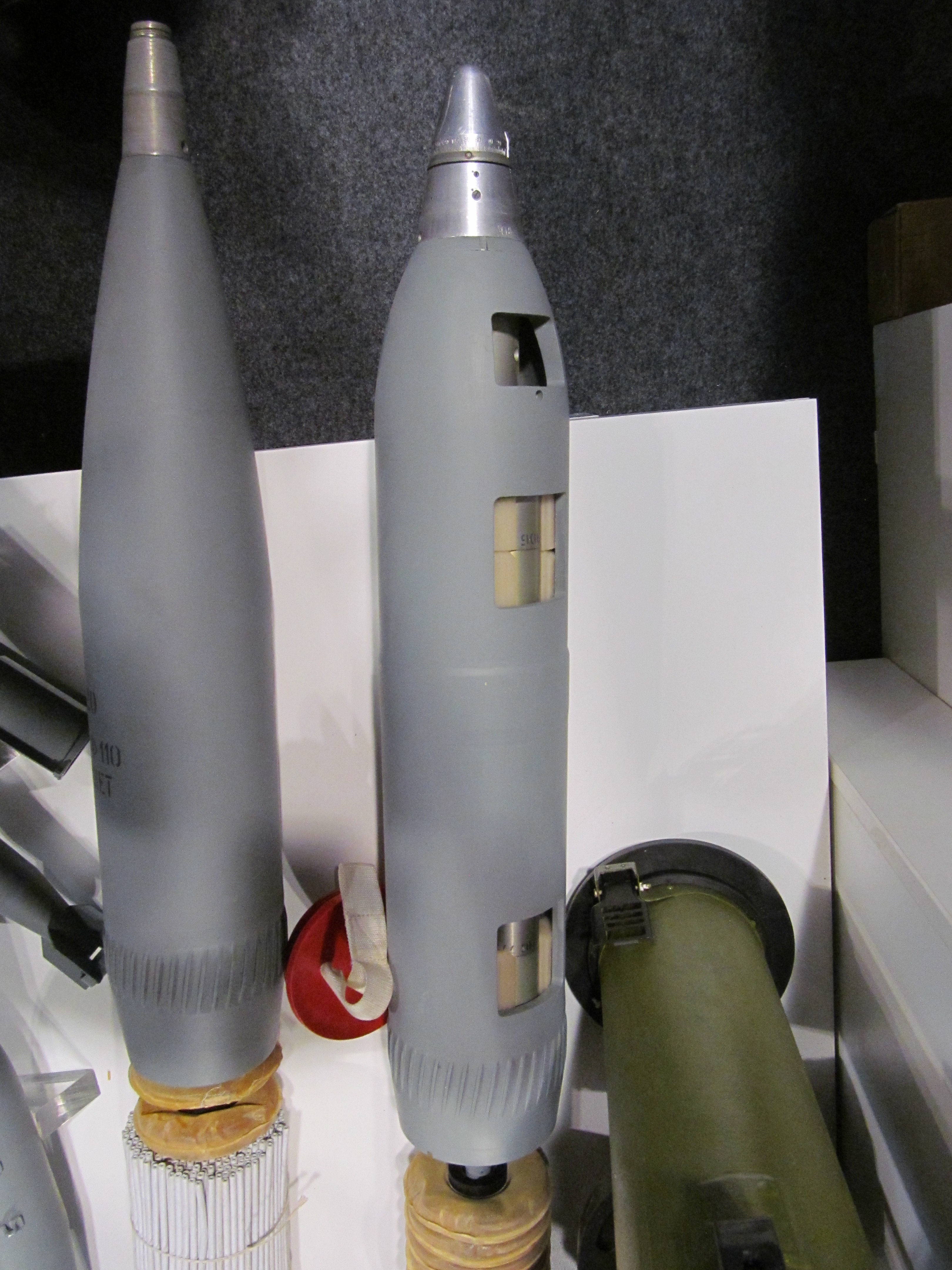
Кассетный выстрел 3ВО32 (справа)
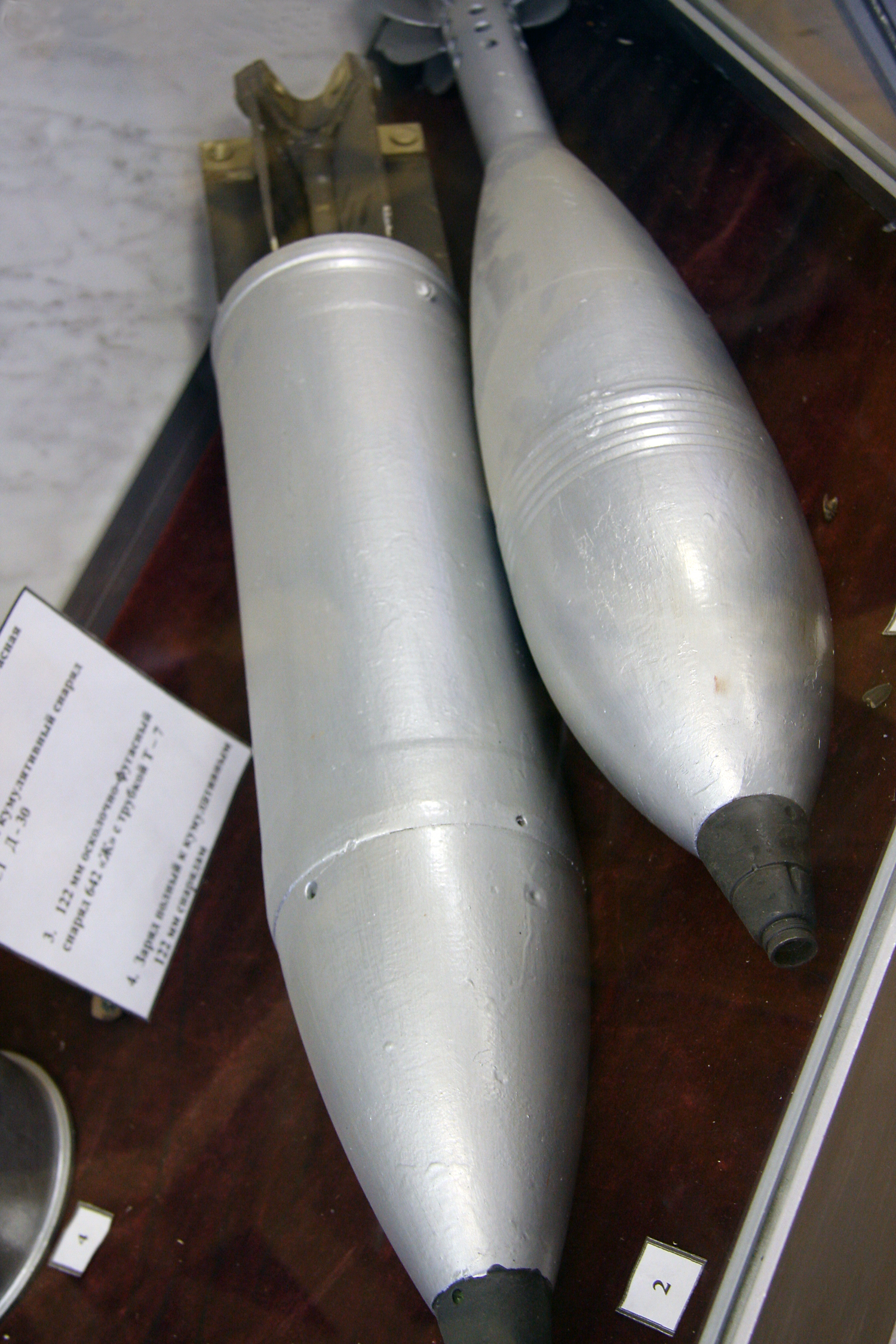
ОФМ 53-ОФ-843Б (справа)

### Средства наблюдения и связи
Для наведения орудия, осуществления разведки местности днём и в ночной период времени, а также для стрельбы из пулемёта, в командирской башенке установлен комбинированный прицел ТКН-3А. Место командира на марше оснащено тремя приборами ТНПО-115 для наблюдения за местностью. Место наводчика оборудовано артиллерийским панорамным прицелом 1П8 для стрельбы с закрытых огневых позиций и прицелом прямой наводки 1П30 для ведения огня по наблюдаемым целям. Место механика-водителя оборудовано пятью призменными приборами наблюдения ТНПО-115 с обогревом. Для вождения в тёмное время суток установленный перед механиком-водителем прибор ТНПО-115 может заменяться на прибор ночного видения ТВНЕ-4Б, обеспечивающий дальность видения до 120 метров. В верхнем лобовом листе корпуса шасси перед механиком-водителем и местом командира по походному установлены смотровые стёкла с электрообогревом и защитными броневыми крышками.
Внешняя радиосвязь поддерживается радиостанцией Р-173. Радиостанция работает в УКВ-диапазоне и обеспечивает устойчивую связь с однотипными станциями на расстоянии до 20 км в зависимости от высоты антенны обеих радиостанций. Переговоры между членами экипажа осуществляется через аппаратуру внутренней связи Р-174.

### Специальное оборудование

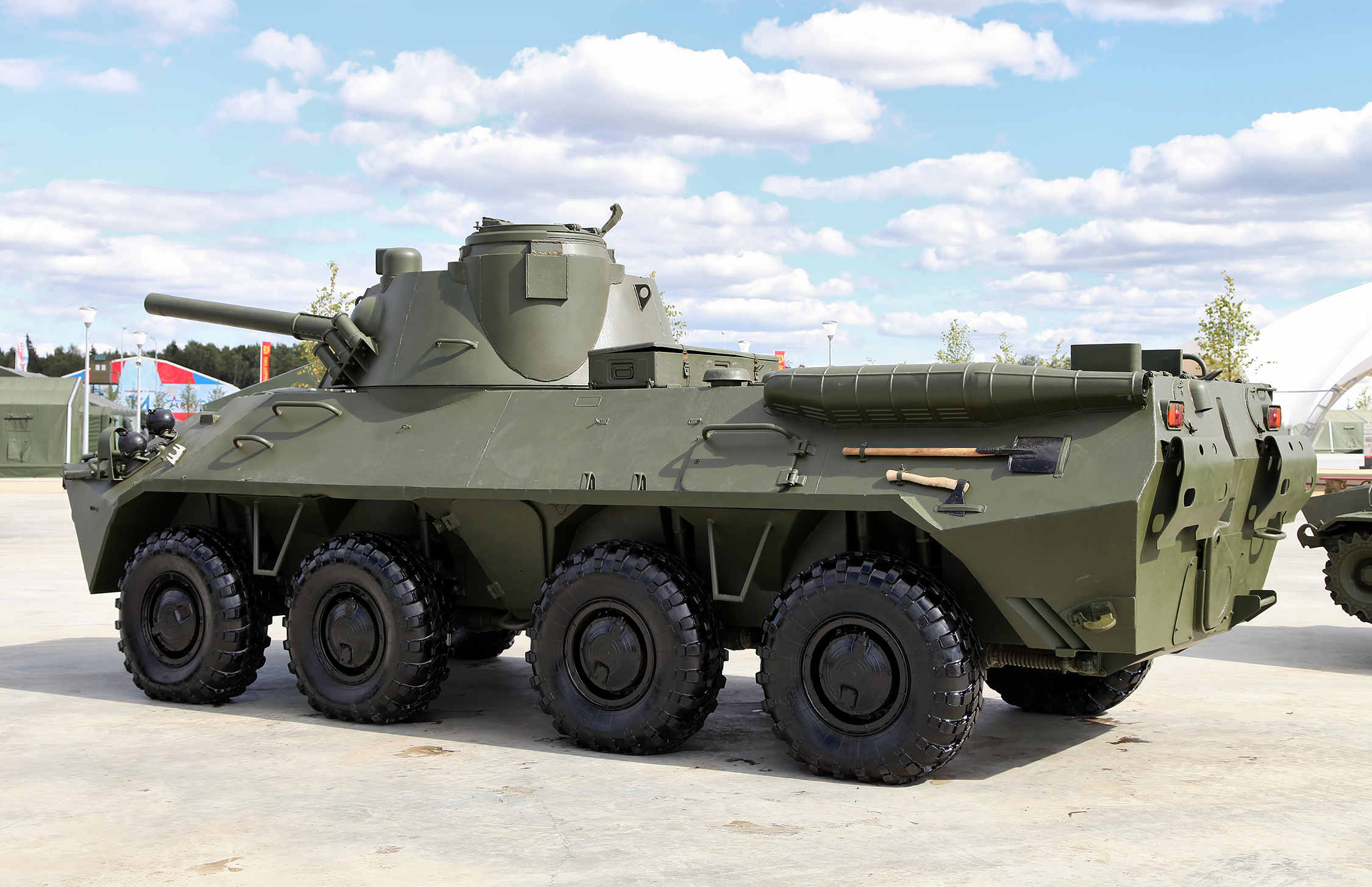
2С23 в парке «Патриот».

Для подачи выстрелов с грунта САО 2С23 «Нона-СВК» оснащено специальным подающим лотком, который устанавливается по правому борту в проём люка, находящегося под башней. При действиях на заражённой местности в САУ поступает очищенный воздух через фильтро-вентиляционную установку. Для маскировки и постановки дымовых завес на лобовой броне башни САУ размещены 6 гранатомётов системы 902В для стрельбы 81-мм дымовыми гранатами 3Д6.

### Двигатель и трансмиссия
В САО 2С23 установлен V-образный 8-цилиндровый четырёхтактный дизельный двигатель КамАЗ-7403 жидкостного охлаждения мощностью 260 л.с.. Трансмиссия механическая с неподвижными осями валов. Имеет пять передних и одну заднюю передачу. Максимальная скорость движения на пятой передней передаче составляет 80 км/ч.

### Ходовая часть
Ходовая часть 2С23 максимально унифицирована с бронетранспортёром БТР-80 и состоит из четырёх мостов. Все мосты ведущие. На каждом мосте установлены колёса с разъёмными ободами и пневматическими бескамерными шинами КИ-80Н с системой подкачки и регулирования давления воздуха в шинах. Движение САО может продолжаться даже при выходе из строя одной или двух шин. Первые две пары колёс выполнены управляемыми и обеспечивают минимальный радиус поворота в 13,2 м. Подвеска 2С23 — индивидуальная торсионная. На первом и четвёртом мостах на каждом колесе установлено по два гидроамортизатора телескопического типа, а на втором и третьем мостах — по одному гидроамортизатору на колесо.

## Операторы

Карта операторов 2С23 на 2020 год

### Действующие
- Россия:

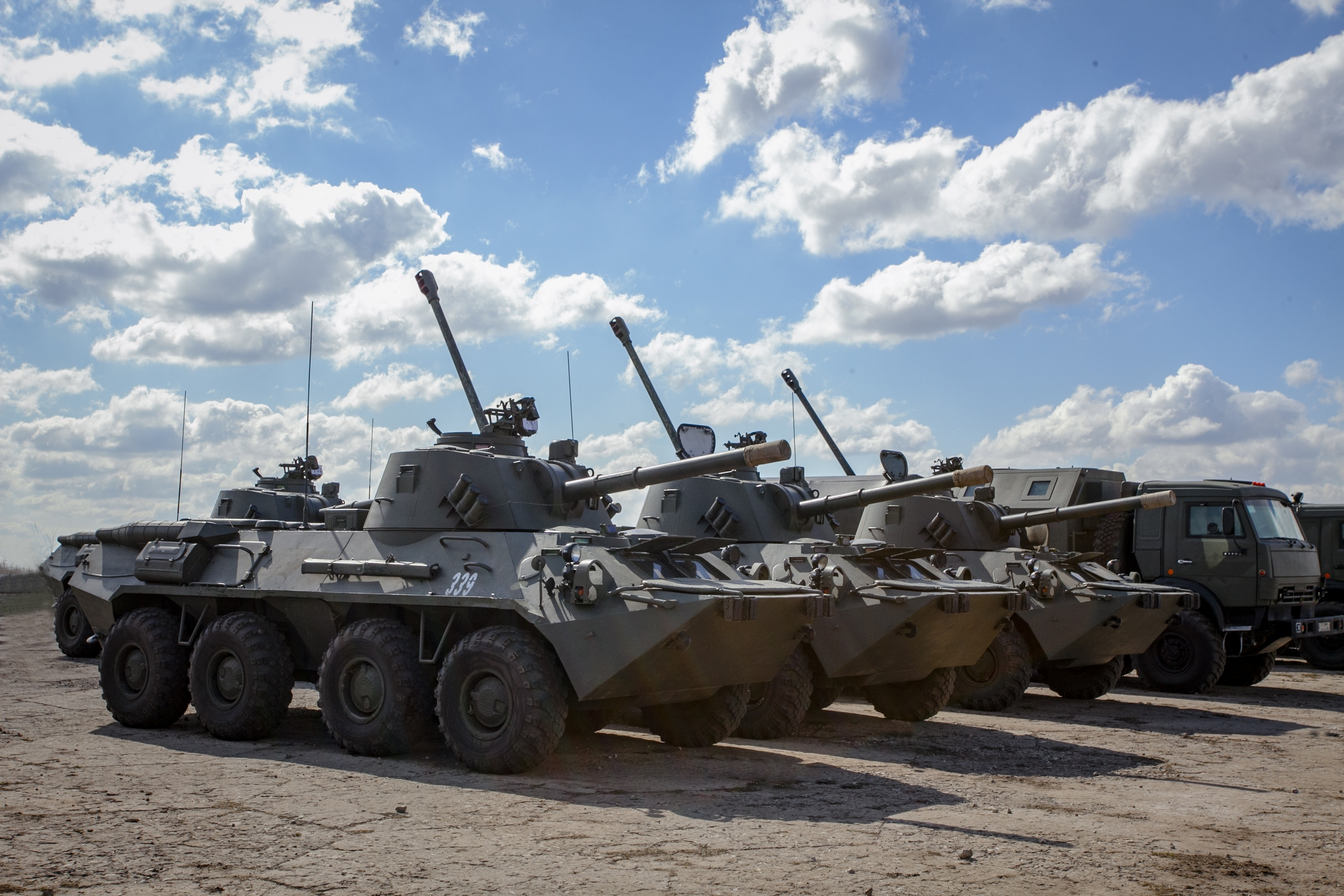
2С23 «Нона-СВК» 752-го гв. мсп на тренировке перед парадом победы в Воронеже. 9 апреля 2019.

  - Сухопутные войска — 24 единицы 2С23 на вооружении по состоянию на 2025 год[21].
  - Береговые войска ВМФ — 12 единиц 2С23 по состоянию на 2025 год[22].
- Венесуэла
  - Сухопутные войска — 13 единиц 2С23, по состоянию на 2025 год[23]. 18 2С23 поставлено из России в 2011-2012 годах [24].
- Украина — имеются на вооружении, по состоянию на 2025 год[25].

### Бывшие
- СССР — перешли к России

Несмотря на то, что в некоторых источниках в качестве одного из операторов указывается Китай, ни поставки, ни лицензионное производство 2С23 в Китае никогда не осуществлялись.

## Служба и боевое применение

### Организационная структура
Самоходное артиллерийское орудие 2С23 поступает на вооружение артиллерийских подразделений батальонов мотострелковых бригад сухопутных войск и бригад морской пехоты на замену 120-мм буксируемым миномётным комплексам 2С12 «Сани». В бригаде имеется один танковый и три мотострелковых батальона. Каждому мотострелковому батальону придаётся по одной батарее 2С23, состоящей из 6 орудий (итого 18 орудий в бригаде).
Самоходные гаубицы-миномёты 2С23 состояли на вооружении следующих формирований:
1. в/ч № 55115. 55-я отдельная мотострелковая бригада (горная) (55 омсбр(г)): 18 единиц по состоянию на 2018 год[31];
2. в/ч № 34670. 752-й гвардейский мотострелковый полк (752 гв. мсп): 18 единиц по состоянию на 2018 год;[32]

### Боевое применение
Боевое крещение САО «Нона-СВК» приняли во время Первой чеченской кампании, где состояла на вооружении 165-го полка морской пехоты. Наряду с полковой и дивизионной артиллерией в основном использовались для подавления и уничтожения огневых точек чеченских сепаратистов, организованных в городской застройке.
Применяется ВС РФ в ходе Вторжение России на Украину (с 2022)

## Оценка машины
|                                         | 2С12        | 2С23                  |
| --------------------------------------- | ----------- | --------------------- |
| Год принятия на вооружение              | 1979        | 1991                  |
| Тип системы                             | буксируемая | самоходная            |
| Калибр орудия, мм                       | 120         | 120                   |
| Марка орудия                            | 2Б11        | 2А60                  |
| Тип орудия                              | миномёт     | пушка-гаубица-миномёт |
| Максимальная дальность стрельбы ОФМ, км | 7,1         | 7,2                   |
| Максимальная дальность стрельбы ОФС, км | —           | 8,8                   |
| Максимальная дальность стрельбы АРС, км | —           | 12,8                  |
| Кучность стрельбы по дальности, Вд/Хmax | 1/250       | 1/352                 |
| Кучность стрельбы по боку, м            | 12,8        | 8,3                   |

С принятием в 1991 году на вооружение САО 2С23 «Нона-СВК» батальоны мотострелковых войск СССР получили в распоряжение универсальное самоходное орудие, сочетающее в себе свойства пушки, гаубицы и миномёта. Кроме того, САО 2С23 обладает большей мобильностью и надёжностью, а также в 1,5—2 раза меньшей стоимостью, по сравнению со своим гусеничным аналогом — САО «Нона-С». При замене буксируемых миномётных комплексов 2С12 «Сани» на самоходные артиллерийские орудия 2С23 «Нона-СВК» огневые возможности батальонной артиллерии возрастают в 1,7 раза. Однако, несмотря на подобное сочетание характеристик, САО 2С23 не смогли полностью заменить собой устаревшие 120-мм миномёты в мотострелковых батальонах. Причиной послужил распад СССР, тяжёлое финансового положение России и сокращение закупок вооружения, как следствие, в ВС России поступило лишь небольшое количество этих самоходных артиллерийских установок.
|                                               | 2С23      | AMS             | 2R2M      | PLL-05    | NEMO            | / SSG120                  |
| --------------------------------------------- | --------- | --------------- | --------- | --------- | --------------- | ------------------------- |
| Начало серийного производства                 | 1990      | 1996            | 2002      | 2008      | 2007            | 2007                      |
| Приблизительная стоимость, тыс. долларов      | 810       | 3800            | 2375      |           | 3840            | 6904                      |
| Схема установки орудия                        | башенная  | башенная        | открытая  | башенная  | башенная        | башенная                  |
| Боевая масса, т                               | 14,5      | около 15        |           | 16,5      | 24              | 24                        |
| Экипаж, чел.                                  | 4         | 4               |           | 4         | 4               | 4                         |
| Тип орудия                                    | нарезное  | гладкоствольное | нарезное  | нарезное  | гладкоствольное | спаренное гладкоствольное |
| Углы ВН, град                                 | −4…+80    | −5…+80          | +42…+85   | −4…+80    | −3…+85          | −3…+85                    |
| Углы ГН, град                                 | −35…+35   | 360             | −100…+100 | −90…+90   | 360             | 360                       |
| Возимый боезапас, выстр.                      | 30        | 40              | 33        | 36        | 60              | 48                        |
| Максимальная дальность стрельбы ОФМ (ОФС), км | 7,2 (8,8) | 8,5             | 8,1       | 7,1 (8,8) | 10              | 10                        |
| Максимальная дальность стрельбы АР ОФС, км    | 12,8      | 12              | 13        | 12,8      | —               | —                         |
| Боевая скорострельность, выстр/мин            | 8—10      | 4—8             | 6—10      | 4—10      | 7               | 12—16                     |
| Калибр зенитного пулемёта, мм                 | 7,62      | 7,62            | —         | 12,7      |                 |                           |
| Максимальная скорость по шоссе, км/ч          | 80        | 100             | 100       | 85        | 100             | 100                       |
| Максимальная скорость на плаву, км/ч          | 10        | 10              | 10        | 8         | до 10           | до 10                     |
| Запас хода по шоссе, км                       | 600       | 650             | 780       | 600       | 600—850         | 600—850                   |

Помимо СССР, тема 120-мм самоходных артиллерийских систем батальонной артиллерии на бронированном колёсном шасси прорабатывалась и в других странах. К началу 1990-х годов особый интерес к самоходным 120-мм миномётам проявили страны-участницы НАТО. Всплеск спроса на подобные системы был связан с возросшими потребностями сил быстрого реагирования. В 1987 году английская оружейная компания BAE Systems продемонстрировала макетный образец самоходной миномётной системы AMS, выполненной на базе бронетранспортёра M113A2. К 1991 году был создан вариант на базе колёсного бронетранспортёра LAV-25. Система AMS была запущена в серийное производство в 1996 году после подписания контракта между BAE Systems и Саудовской Аравией на поставку 73 боевых модулей системы AMS для установки на шасси бронетранспортёров LAV-25, сумма контракта составила 57 млн долларов.
В 1992 году французской компанией Thomson Brandt Armements были начаты работы над миномётной установкой R2M2. А в 1994 году был продемонстрирован первый опытный образец. Установка представляет собой поворотную платформу, на которую устанавливается дульнозарядный нарезной миномёт RT-61. Система установлена на шасси колёсного бронетранспортёра MOWAG Piranha, кроме того для вооружённых сил Турции разработан вариант с установкой на базу бронетранспортёра FNSS Pars. Стрельба обеспечивается в диапазоне 200° по горизонту.
В 1996 году между шведской компанией Hägglunds Vehicle и финской Patria Vammas было подписано соглашение о разработке нового боевого модуля с двумя гладкоствольными миномётами под названием AMOS. Боевой модуль был установлен как на гусеничное шасси БМП CV90, так и на колёсный бронетранспортёр Patria AMV. Специально для нового миномёта были разработаны новые артиллерийские мины 120VAM15.00, содержащие 3 килограмма тротила и обеспечивающие при начальной скорости 480 м/с максимальную дальность стрельбы в 10 км. Помимо основного варианта был также разработан одноствольный вариант получивший наименование NEMO.
В 2001 году китайская военно-промышленная корпорация Norinco продемонстрировала 120-мм самоходное артиллерийское орудие PLL-05 на базе бронетранспортёра WZ-551. Орудие представляет собой клон САУ 2С23. Предположительно, артиллерийская часть орудия была скопирована с САУ 2С9 «Нона-С», которую специалисты КНР могли получить через Пакистан. Как и 2С23, PLL-05 может вести стрельбу всеми типами гладкоствольных и нарезных артиллерийских мин. В основной боекомплект входят нарезные осколочно-фугасные и кумулятивные снаряды.
В 2012 году Министр обороны Российской Федерации А. Э. Сердюков заявил, что Министерство обороны отказалось от закупки техники, не удовлетворяющей требованиям Российской армии. Среди списка образцов вооружения были и САО «Нона-СВК». По сравнению с зарубежными аналогами САО 2С23 имеет как ряд недостатков (ограниченные углы горизонтального наведения, малый возимый боекомплект, отсутствие средств автоматизации наведения орудия), так и существенное преимущество, заключающееся в сравнительно низкой цене. На замену самоходной артиллерийской установке 2С23 разрабатывался проект нового 120-мм САО. Проект предусматривал размещение боевого отделения САО 2С31 «Вена» на шасси бронетранспортёра БТР-90. Однако дальнейшего развития эта тема не получила.
Тем не менее, в 2018 году, в мотострелковую бригаду ЦВО была поставлена новая партия «Нона-СВК».

### Сноски
1. ↑  При стрельбе иностранными снарядами APCM максимальная дальность стрельбы может составлять до 17 км.
2. ↑  На максимальном заряде.
3. ↑  Содержит 30 осколочных боевых элементов диаметром 38 мм каждый.
4. ↑  Содержит два осколочных боевых элемента с инфракрасной головкой самонаведения.
5. ↑  Содержит 16 осколочных боевых элементов M85, оборудованных механизмом самоуничтожения.
6. ↑  Содержит 21 осколочный боевой элемент диаметром 37 мм каждый.
7. ↑  Стоимость боевого модуля около 780 тыс. долларов (73 боевых модуля AMS поставлены из Великобритании в Саудовскую Аравию за 57 млн долларов) плюс стоимость шасси бронетранспортёра LAV-25 около 3 млн долларов (контракт на поставку 724 шасси LAV-25 под самоходные миномёты, командно-штабные машины и бронетранспортёры заключён между Канадой и Саудовской Аравией в 2009 году на общую сумму 2,2 млрд долларов).
8. 1 2  Стоимость только боевого модуля без учёта шасси.
9. 1 2 3 4 5 6 7 8 9  Характеристика базового шасси.